# Cattlassia
× Cattlassia, (abreviado Cas) en el comercio, es un híbrido intergenérico entre los géneros de orquídeas Brassia x Cattleya. Fue publicado en Orchid Rev. 109(1240, noh): 14 (2001).